# FK 노비파자르
FK 노비파자르(세르비아어: Фудбалски клуб Hoви Пaзap, Novi Pazar Football Club)는 노비파자르를 연고로 하는 세르비아의 축구 클럽이다. 현재 세르비아 최상위 리그인 세르비아 수페르리가에 소속되어 있다.

## 선수 명단

### 현역
참고: FIFA 자격 규정에 따라 소속된 국가대표팀 국기를 표시합니다. 선수는 복수의 FIFA 비회원국 국적을 가지고 있을 수 있습니다.
| 번호 | 포지션 | 국적       | 이름              |
| ---- | ------ | ---------- | ----------------- |
| 6    | DF     | 기니       | 압둘라예 시세     |
| 16   | FW     | 나이지리아 | 에지케 오파라     |
| 23   | DF     | 몬테네그로 | 슬로보단 루베지치 |
| 29   | FW     |            | 루치아노 산체스   |

| 번호 | 포지션 | 국적 | 이름          |
| ---- | ------ | ---- | ------------- |
| 77   | FW     |      | 로드니 앤트위 |

## 역대 감독
| 감독                | 임기 |
| ------------------- | ---- |
| 네보이샤 부치체비치 | 2013 |
| 네보이샤 부치체비치 | 2017 |

틀:FK 노비파자르 선수 명단